# Queen Creek
Queen Creek é uma vila localizada no estado americano do Arizona, nos condados de Maricopa e Pinal. Foi incorporada em 1989.

## Geografia
De acordo com o United States Census Bureau, a vila tem uma área de 72,7 km², onde 72,6 km² estão cobertos por terra e 0,1 km² por água.

### Localidades na vizinhança
O diagrama seguinte representa as localidades num raio de 24 km ao redor de Queen Creek.

## Demografia
Segundo o censo nacional de 2010, a sua população é de 26 361 habitantes e sua densidade populacional é de 363 hab/km². Possui 8 557 residências, que resulta em uma densidade de 117,8 residências/km².